# ألان غارسيا
ألان غارسيا (بالإنجليزية: Alan Garcia)‏ هو فارس أمريكي، ولد في 2 أكتوبر 1985 في ليما في بيرو.